# Дівович Семен Данилович
Дівович Семен Данилович (*1730-ті, Семенівка — †після 1763, м. см. невід.) — український письменник, автор відомого полемічного твору «Разговор Великороссіи с Малороссіей», перекладач при Генеральній військовій канцелярії за правління гетьмана Кирила Розумовського. Вихованець Києво-Могилянської академії.

## Біографія
Навчався у Києво-Могилянській академії в 1740-х рр. по класу риторики, а з 1754 — в Санкт-Петербурзькому університеті. Але після конфлікту з М. Ломоносовим, який неприязно ставився до українців, його разом із О. Лобисевичем було виключено.
Гетьман Кирило Розумовський скасував наказ про виключення, проте в університет вони не захотіли повернутися і поїхали до Глухова, де 9 лютого 1761 Дівовича призначено перекладачем при Генеральній військовій канцелярії. Саме тут 1762 він створив у формі діалогу великий віршований твір «Разговор Великороссіи с Малороссіей», один із найзначніших творів на історичну тематику в української літературі 2-ї половини XVIII століття.
1763 призначено архіваріусом Малоросійського генерального архіву, але незабаром він помер.

## Розмова Великоросії з Малоросією
У політичному памфлеті «Розмова Великоросії з Малоросією» Семеном Дівовичем чітко висловлено ідею державної самостійності України, її окремої та самодостатньої політичної культури, цілком відмінної від Московії, яку автор називає Великоросія. Цей твір Дівович написав на основі «Краткого описания Малороссии» літопису Григорія Грабянки. Свою роботу над твором завершив у Глухові 21 вересня 1762 року.
Імовірно, Дівович написав його не без впливу гетьмана, можливо навіть за його дорученням . У «Разговоре…» автор викладає героїчні дії козацтва, починаючи від польського черкаського старости (прикордонного) Вацлава Лянцкоронського, який очолив козаків у війні з турками і татарами ще 1516. Особливу увагу приділяє Хмельниччині, багато говорить про утиски й насильства «начальних людей». Твір написано з позиції козацької старшини, в ньому переконливо доводиться, що українська старшина має ті ж права на привілеї, що й московське дворянство. Дослідники не раз відзначали, що тоном і тенденцією віршований діалог має певні аналогії з «Історією Русів», особливо в плані загальної національно-державної концепції. Очевидно, «Разговор…» був добре відомий авторові «Історії Русів». Поема написана в традиціях літератури, що її культивовано було в Києво-Могилянській академії, про що свідчать силабічні вірші, літературна форма (розмова чи діалог), а також переробка сьомої елегії Овідія з його книги «Tristium» («Скорботні пісні») при описі смерті Богдана Хмельницького.